# The Innocent (1993)

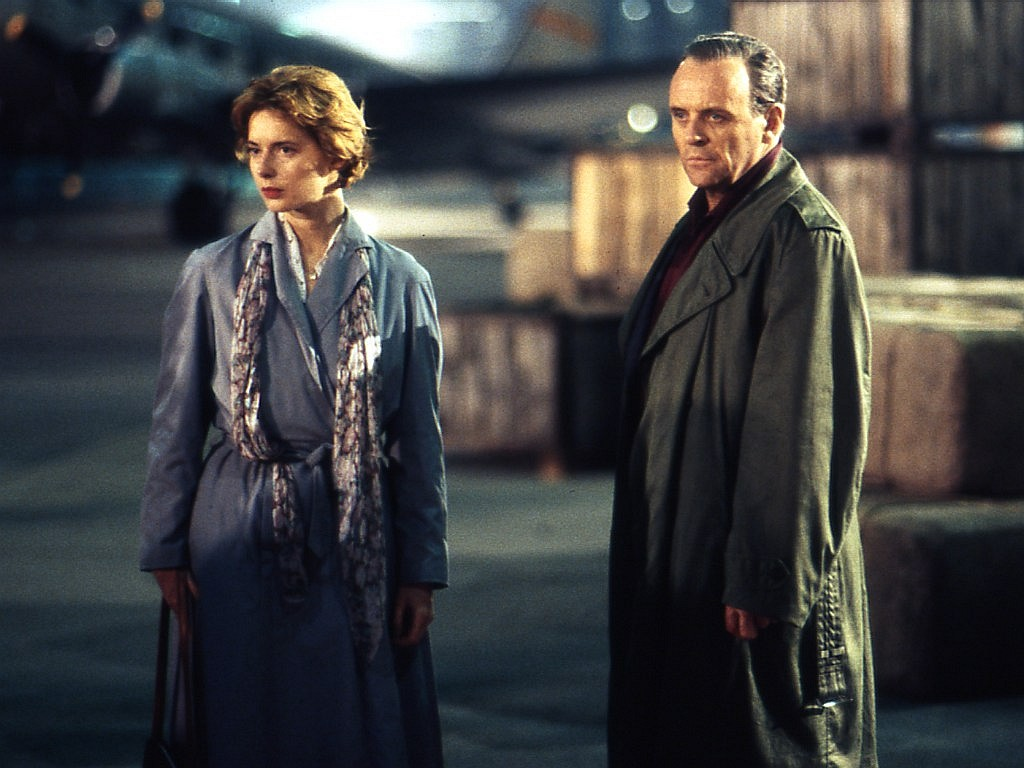
Isabella Rossellini e Anthony Hopkins durante as filmagens em 1993

The Innocent (no Brasil: O Inocente / em Portugal: Inocente) é um filme anglo-germânico de 1993 do gênero drama, dirigido por  John Schlesinger.

## Elenco principal
- Anthony Hopkins...Bob Glass
- Isabella Rossellini...Maria
- Campbell Scott...Leonard Markham
- Hart Bochner...Russell
- Ronald Nitschke...Otto

## Sinopse
Nas vesperas da queda do Muro de Berlin, o idoso inglês Leonard está na capital alemã. Ele passa a se lembrar dos tempos em que ainda muito jovem estivera pela primeira vez na cidade. Eram os anos 50 do século XX e Leonard, um perito em eletrônica, foi convocado pelos militares anglo-americanos que estavam na Berlim ocupada. Ele iria trabalhar num projeto conjunto secreto de espionagem da CIA e do MI6, cujo objetivo era monitorar as comunicações das tropas soviéticas que se estabeleceram no lado oriental da cidade. Ele encontra uma rivalidade entre os britânicos e os estadunidenses, pois estes não passam os detalhes técnicos das operações aos seus aliados, apenas os resultados. Leonard fica sob o comando do rude estadunidense Bob Glass, que, além de o desagradar por conta da tal rivalidade, ainda o irrita por desconfiar que a namorada alemã dele, a sofrida Maria, seja uma informante.